# Mike Davis (cestista 1946)
Michael A. Davis, detto Mike (Brooklyn, 26 luglio 1946), è un ex cestista statunitense, professionista nella NBA e in ABA..

## Carriera
Venne selezionato dai Baltimore Bullets al primo giro del Draft NBA 1969 (14ª scelta assoluta).

## Statistiche

### NBA

#### Regular Season
| Anno      | Squadra                 | PG  | PT | MP   | TC%  | 3P%  | TL%  | RP  | AP  | PRP | SP | PP   |
| --------- | ----------------------- | --- | -- | ---- | ---- | ---- | ---- | --- | --- | --- | -- | ---- |
| 1969-1970 | Baltimore Bullets       | 56  | -  | 23,8 | 44,4 | -    | 77,6 | 2,3 | 2,0 | -   | -  | 11,9 |
| 1970-1971 | Buffalo Braves          | 73  | -  | 22,2 | 41,0 | -    | 76,0 | 2,6 | 2,1 | -   | -  | 11,4 |
| 1971-1972 | Buffalo Braves          | 62  | -  | 17,2 | 42,5 | -    | 76,7 | 1,9 | 1,3 | -   | -  | 9,1  |
| 1972-1973 | Baltimore Bullets (NBA) | 13  | -  | 21,8 | 42,4 | -    | 92,0 | 2,7 | 1,5 | -   | -  | 9,5  |
| 1972-1973 | Memphis Tams (ABA)      | 38  | -  | 14,6 | 41,9 | 26,1 | 71,3 | 1,1 | 1,2 | -   | -  | 6,7  |
| Carriera  | Carriera                | 242 | -  | 20,0 | 42,4 | 26,1 | 76,5 | 2,1 | 1,7 | -   | -  | 10,1 |

## Palmarès
- NBA All-Rookie First Team (1970)